# پتی-ساگونه، کبک
پتی-ساگونه (به فرانسوی: Petit-Saguenay) شهری در منطقه شهری لو افجور-دو-ساگونه ناحیه سگونه-لاک-سن-ژان در استان کبک کانادا است. در سرشماری سال ۲۰۱۱ این شهر ۸۲۸ نفر جمعیت داشته‌است و مساحت آن ۳۲۸٫۷۲ کیلومتر مربع است.